# Абдулкадир Інан
Фатхелкадир Мустафійович Сулейманов (башк. Фәтхелҡадир Мостафа улы Сөләймәнов; в еміграції — Абдулкадир Інан (башк. Абдулҡадир Инан); 29 жовтня 1889 року, село Шига Верхньоуральського повіту Уфимської губернії (нині село Сарикульмяк Кунашацького району Челябінської області) Росія — 26 липня 1976 року, Стамбул, Туреччина) — вчений, письменник, учасник башкирського національно-визвольного руху. В Туреччині його вважають світилом як вітчизняної науки, так і світової тюркології.

## Біографія
Фатхелкадир Сулейманов (в еміграції взяв псевдонім — Абдулкадир Інан) народився 29 жовтня 1889 року в башкирському селі Шига (тепер Сарикульмяк) Кунашацького району Челябінської області. Батько Мустафа викладав в медресе, а мати вченого — Закія, яка народилася в селі Булатова Аргаяшського району Челябінської області, має у своєму родовідному дереві в якості одного з предків Біккула Галікеєва — соратника Салавата Юлаєва, який, утікши після придушення пугачовщини з рідних місць (аул Білян Білокатайського району Башкортостану), заснував на території сучасного Аргаяшського району село Ітбаєво. Могила ішана Біккула Алікеєва (Галікеєва) збереглася на кладовищі села і досі є місцем поклоніння мусульман.
Навчався в школі при місцевій мечеті, а потім в Челябінському мектебі Хакіма-ахуна при Ак-мечеті. Фатхелкадир Сулейманов навчався медресе «Расулія» у Троїцьку.

1913—1916 роки виявилися найбільш творчо плідними в біографії письменника, вірші і статті публікувалися в троїцькій газеті «Вакит» — «Вперед», потім в Челябінську, Уфі і Стерлітамаку. Він публікується під псевдонімом «Інан» («вірую») і пояснює його так: 
«Я вірую в три речі. Перше — релігія ісламу, друге — наука, третє — велика тюркська нація. Прізвище Інан означає мою віру в ці три сили»

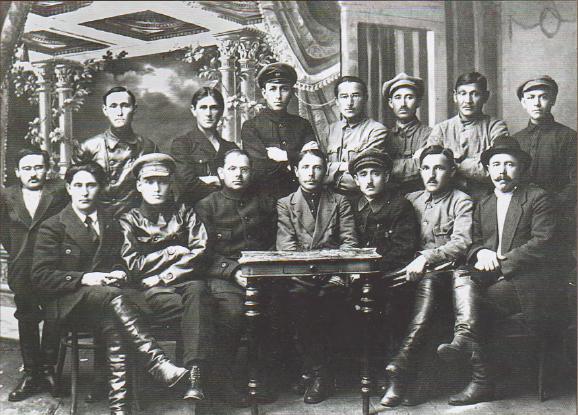
Члени Башкирського уряду. Абдулкадир Інан — 2-й праворуч

Після початку Першої світової війни його призвали на фронт. А після Лютневої революції був обраний солдатами Єкатеринбурзького гарнізону делегатом 2-го з'їзду робітничих, селянських і солдатських депутатів Уралу. У перші роки після Жовтневого перевороту Абдулкадир Інан був активним учасником башкирського національно-визвольного руху.
Навесні 1918 року в якості делегата від Метелевської волості (нині с. Метелево Аргаяшського району Челябінської області) брав участь в роботі з'їзду мусульман Уралу, що проходив у Челябінську. Після переїзду уряду Башкирської республіки з Оренбурга в Челябінськ був призначений 18 червня 1918 головним редактором газети Центрального башкирського шуро (ради) «Башкорт итфаки бюросынин мэхбире». У 1919—1920 рр. В якості члена Башкирського уряду брав активну участь у державному устрої Башкирської республіки, працював у Стерлітамаку, Уфі, Москві.
З квітня 1920 року Інан — член колегії Державного видавництва Башкирської Автономної Радянської Республіки. Не погодившись з обмеженням прав республіки, в знак протесту проти постанови ВЦВК і РНК РРФСР «Про державний устрій Башкирської Автономної Радянської Республіки» від 19 травня 1920 року залишив свою посаду і виїхав в Середню Азію, потім у 1923 році разом з Ахмет-Закі Валіді покинув Росію.

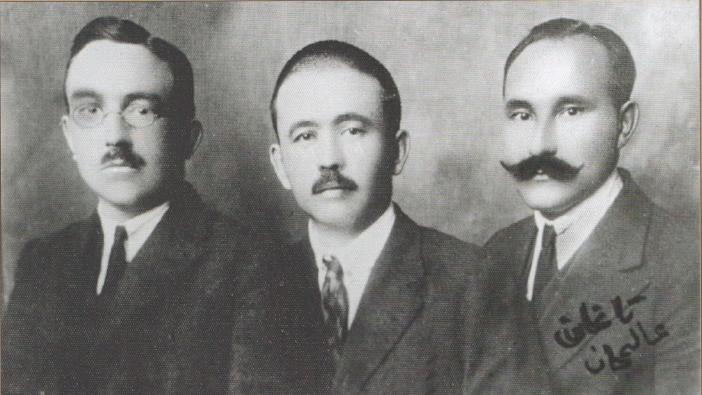
А. Валіді, А. Інан, Г. Таган. Будапешт, 1925.

Після дворічних блукань в Афганістані, Ірані, Індії і країнах Європи, з 1925 року Інан залишається в Туреччині, де проводить решту життя. Він працював в Інституті тюркології, в 1933—1944 рр. — в Турецькому лінгвістичному товаристві, у 1955—1961 рр. — в Анкарському університеті, у 1964—1971 рр. — в Інституті турецької культури. В університеті він викладав алтайську, якутську, тувинську і хакаську мови. Будучи поліглотом, добре знав не тільки тюркські, але й арабську, німецьку та перську мови. Робота з оригіналами на цих мовах дозволила йому досягти глибини досліджень етнології, народних традицій, усної народної творчості і домусульманских вірувань багатьох тюркських народів.

## Наукова діяльність
Інан був тюркським енциклопедистом, він автор понад 350 наукових статей. Дав науковий аналіз та інтерпретацію найважливіших тюркських писемних пам'яток: «Кутадгу белек» Ю. Балагасуні, «Дивану лугат ат-тюрк» Махмуда аль-Кашгарі, «Китабе деде-і Коркут» («Книга мого діда Коркута»), половецького словника «Куманський кодекс», «Чингіз-наме», киргизького епосу «Манас» та інших.
За понад 60 років наукової діяльності створив більше 300 фундаментальних робіт з тюркської історії, етнографії, фольклору, мовознавства і літературознавства, філософії. У творах Абдулкадира Інана «Башкорт моңо» («Туга башкира»), «Акшан-батир», «Монло тен» («Сумна ніч») оспівується героїчне минуле башкирського народу. Історична драма «Салауат батир» («Салават-батир») увійшла в репертуар Башкирського театру драми.
Його наукові дослідження були присвячені історії, етнології та мовознавства тюркських народів, проблем доісламських вірувань і поширення ісламу в Урало-Поволжі й Сибіру.

## Пам'ять
- На батьківщині письменника Абдулкадира Інана в селі Сарикульмяк встановлено меморіальну дошку.[6]